# Joseph Butler
Joseph Butler (Wantage, Berkshire, 1692 - Bath, Somerset, 1752) va ser un filòsof anglès, bisbe de Bristol. Destaca per la seva apologia cristiana i la crítica a l'egoisme de Hobbes, ja que va afirmar en els seus sermons que l'ésser humà és generós per natura divina, però no sempre conrea adequadament aquest caràcter perquè confon els termes: vetllant pel seu propi interès però seguint el bé, s'ocuparà del proïsme. Als seus escrits, molt marcats pel racionalisme, comparava la Creació amb la llei natural, trobant en el món extern proves de la presència de Déu. Teòleg, és venerat com a sant en les esglésies de l'anglicanisme.

## Biografia
Joseph Butler nasqué el 18 de maig (segons el calendari julià) de 1692, fill d'un teixidor de lli presbiterià. Fou destinat a la carrera eclesiàstica i estudià a l'acadèmia de Samuel Jones de Gloucester. Entrà en contacte amb el polemista conformista Samuel Clarke. En 1714, Butler decidí d'entrar a l'Església d'Anglaterra i anà a l'Oriel College d'Oxford.
Fou rector a l'església de Stanhope. En 1736 fou nomenat capellà de Carolina d'Ansbach, esposa del rei Jordi II del Regne Unit, i en 1738, fou elegit bisbe de Bristol. Posteriorment, en 1750, fou bisbe de Durham.
Les seves obres més reconegudes són Fifteen sermons preached at the Rolls Chapel (1726) i Analogy of religion, natural and revealed (1736), obra aquesta d'apologia del cristianisme en el moment d'auge de les idees deistes. Fa servir arguments basats en el raonament probabilístic per persuadir els deistes de tornar a valorar la fe ortodoxa, que influïren en pensadors del segle XX com C. S. Lewis o John Warwick Montgomery. Fa importants aportacions a l'ètica i la teologia.
Els Sermons on human nature es consideren com una rèplica a la filosofia de Thomas Hobbes sobre l'egoisme ètic. Constitueixen una fita en aquesta temàtica. Se'n recorda especialment una frase: "Every thing is what it is, and not another thing" ("Cada cosa és el que és, i no una altra cosa").
Morí en 1752 a Rosewell House (Kingsmead Square, Bath).
Apareix commemorat als calendaris de sants de la Comunió Anglicana, amb festa el dia 16 de juny.

## Obres
- Several letters to the Reverend Dr. Clarke, 1716
- Fifteen sermons preached at the Rolls Chapel, 1726
- The analogy of religion, 1736
- A sermon preached before the Incorporated Society for the Propagation of the Gospel in Foreign Parts, 1739
- A sermon preached before the Right Honourable the Lord-Mayor, 1740
- A sermon preached before the House of Lords, 1741
- A sermon preached in the parish-church of Christ-Church, London, 1745
- A sermon, preached before His Grace Charles Duke of Richmond, Lenox, and Aubigny, president, 1748
- Six sermons preached upon publick occasions, 1749
- A catalogue of the libraries [...], 1753
- A charge delivered to the clergy at the primary visitation of the diocese of Durham, 1751